# Bárbara de Zápolya
La condesa Bárbara de Zápolya de Szepes (en húngaro: Szapolyai Borbála; en polaco: Barbara Zapolya; Trencsén, 1495-Cracovia, 2 de octubre de 1515) fue una noble húngara, reina consorte de Polonia y gran duquesa de Lituania como la primera esposa del rey Segismundo I Jagellón el Viejo. Era una hermana menor del rey Juan I de Hungría y del conde Jorge de Zápolya.

## Biografía
Bárbara nació en 1495 como hija del nádor de Hungría, Esteban de Zápolya, y de su esposa, Eduviges Piast, princesa de Teschen. El 8 de febrero de 1512 se casó con el rey polaco Segismundo I Jagellón el Viejo, hermano menor del rey Vladislao II de Hungría. Bárbara fue coronada como reina consorte polaca el 12 de febrero de ese mismo año y a partir de ese momento residió en la corte real de Segismundo en Cracovia. Para arreglar el compromiso, Polonia entró en contacto con la nobleza húngara encabezada por el conde Juan de Zápolya, hermano mayor de Bárbara. 
A partir de 1512, Segismundo luchó contra los rusos, y en su ausencia, su esposa Bárbara pasó mucho tiempo en Vilna, la ciudad capital de Lituania, pero luego del regreso del rey se mudó nuevamente a Cracovia en febrero de 1515. Luego de dar a luz a su segunda hija, Ana, solo pocos meses después, la reina Bárbara falleció el 2 de octubre de 1515, según se ha estipulado, de epilepsia, lo que haya podido tener relación con complicaciones del parto de su segunda hija Ana. Luego de su muerte, se cortaron las relaciones entre el rey polaco y los húngaros, haciendo que Segismundo terminase como aliado y fiel del emperador germánico Maximiliano I de Habsburgo frente a su propio hermano, Vladislao, y el conde Juan de Zápolya. Su nuevo aliado pronto le ofreció como esposa la hija huérfana del duque milanés, así Segismundo tomó a Bona Sforza de Milán por esposa en 1518. 
Luego de la muerte de Bárbara en 1515, Segismundo mandó a construir la Capilla de Segismundo en Wawel donde fue enterrada. Posteriormente el rey polaco fue enterrado en ese mismo lugar.
Una década después, tras la derrota sufrida por los húngaros ante los turcos otomanos en batalla de Mohács en 1526, el trono vacío fue ocupado por el hermano mayor de Bárbara, quien fue coronado como el rey Juan I de Hungría.

## Descendientes
Con Segismundo I Jagellón tuvo dos hijas:
- Eduviges (Poznań, 15 de marzo de 1513-Neuruppin, 7 de febrero de 1573), casada con el elector Joaquín II de Brandeburgo.

- Ana (1 de julio de 1515-8 de mayo de 1520).